# محمدرضا اسحاقی گرجی
محمّدرضا اسحاقی گرجی (زادهٔ ۱۴ آبان ۱۳۲۶ در گرجی‌محله، بهشهر، مازندران) موسیقی‌دان، و نوازندهٔ دوتار ایرانی است. و هم‌اکنون یکی از آگاهان مقامات و ریز مقامات آوازی و سازی مناطق شرقی مازندران است. او همچنین واپسین خنیاگر موسیقی نواحی مازندران است.
در ۹ اسفند ۱۳۹۶، سازمان میراث فرهنگی نام محمدرضا اسحاقی گرجی را به عنوان گنجینهٔ زنده بشری در فهرست آثار ملی کشور ثبت کرد.
او هدایت‌های فکری و معنوی محمدصادق اسحاقی گرجی برای شناساندن هنرش به جامعهٔ هنری را ستایش کرده‌است و در مراسم درگذشت او نواخته‌است.

## زندگی
محمّدرضا اسحاقی در سال ۱۳۲۶ در روستای گرجی محله ۵ کیلومتری غرب شهرستان بهشهر متولد شد. مادرش در زمینهٔ شعر و موسیقی فعالیت جدی داشت و همین فضای مناسب او را به سمت این هنر سوق داد و نوازندگی را در ۱۱ سالگی زیر نظر حسن علی‌پور، معروف به «حسن طبال» و با ساز تمبک آغاز کرد. او بعدها للوا را امتحان کرد و سپس به دوتار روی آورد و همزمان در تعزیه خوانی‌ها نیز شرکت داشت. او از آموزش‌های علی اصغر ابراهیم‌نژاد گرجی نیز بهره‌های فراوانی در نوازندگی دوتار برد.
اسحاقی گرجی در مصاحبه‌ای ضمن توضیح روزهای آغاز فعالیتش در زمینهٔ موسیقی، می‌گوید: «زمانی که به دوتار روی آوردم، این ساز در حال انقراض بود. همان‌طور که می‌دانید دوتار ساز نقالی ست و توجه من پس از آموزش دوتار به سوی خنیاگری جلب شد که شاخه ای رو به انقراض در موسیقی نواحی بود وپس از فراگرفتن اصول و پایه خنیاگری وبقول دوستان، استادی در آن دیدم که ازمیان خنیاگران قدرتمند گذشته همه به دیار باقی شتافته وتنها من باقی مانده‌ام وبا اینکه به عقیده بسیاری نقطه عطف وقوت من اینست که آخرین خنیاگر مازندران هستم وای خود از این موضوع اصلاً خوشحال نیستم ودر حال حاضر سعی در انتقال معلومات خود به دیگران مخصوصاً فرزندانم هستم تا بعد از من خنیاگری باقی بماند وهم اکنون پسرم اصغر در خنیاگری بسیار موفق وعلاقه مند بوده وانشاءالله بزودی او هم جزو خنیاگران انگشت شمار مازندران خواهد بود وباتوجه به فعالیت‌های آموزشی اصغر وآموزشگاهه موفقی که چند سالی است به همت اداره ارشاد درشهرستان بهشهر دائر نموده در تلاش هستم تا خنیاگری را از طریق آموزش نظری در آموزشگاه به سایر علاقه مندان آموزش دهم. درحال حاضر متأسفانه بنده تنها نقال باقی مانده از راویان و نقالان مازندران هستم.»
او علاوه بر دوتار نوازی و مقام خوانی، در ساختن سازهایی چون دوتار و کمانچه نیز مهارت دارد. محمدرضا اسحاقی دارای چهار پسر به نام‌های آرش، خسرو، اصغر و خشایار است که هر چهار پسر او در زمینه‌های هنری و نوازندگی فعالیت می‌کنند. پسر بزرگ او، آرش اسحاقی، مدرس کمانچه و ویولن، خسرو اسحاقی دوتار، علی اصغر اسحاقی، سازهای کوبه‌ای علی‌الخصوص تمبک و خشایار اسحاقی، خواننده و نوازندهٔ کمانچه است.
همچنین محمدرضا اسحاقی دارای یک آموزشگاه موسیقی به نام آموزشگاه موسیقی مشتاق در شهرستان بهشهر، استان مازندران است که تحت نظر او و با مدیریت اصغر اسحاقی اداره می‌شود.

## فعالیت‌ها
محمدرضا اسحاقی گرجی در سال ۱۳۶۴ به جشنواره فجر دعوت شد و فعالیت موسیقی‌اش را به صورت رسمی و جدی آغاز کرد. او در سال ۱۳۶۵ گروه موسیقی «مشتاق حسن» را با کمک محمد صادق اسحقی گرجی پایه‌گذاری کرد. این گروه از هفتمین دورهٔ جشنواره موسیقی فجر به بعد، در حدود ۲۶ جشنواره شرکت داشته و موفق به کسب مقام شده‌است.
محمدرضا اسحاقی شخصاً در اولین جشنوارهٔ موسیقی فجر و جشنواره‌هایی چون جشنوارهٔ موسیقی نواحی، ذکرالذاکرین، آیینه آواز، حماسه ای و … شرکت داشته‌است.
او آخرین راوی موسیقی خنیاگری مازندران است و البته خودش چندان از این عنوان رضایتی ندارد و می‌خواهد پس از او، راویان دیگری باشند و می‌گوید: «نمی‌خواهم آخرین راوی باشم.»
ساز اصلی او دوتار است. وی چامه‌های کهن مازندرانی را از مادر خویش آموخته و بر روی دوتار پیاده نموده‌است.
بیشتر ترانه‌های وی در مورد وقایعی که در سرزمین او مازندران اتفاق افتاده از جمله بیماری وبا که در سال‌های دور در شرق مازندران اتفاق افتاده و افراد زیادی را به کام مرگ کشاند، داستان‌های عاشقانه و عارفانه سرزمین وی همچون طالب و زهره، نجما و… سرچشمه می‌گیرند.
در سال ۱۳۹۰، گروه «مشتاق حسن» به عنوان سفیر فرهنگی مازندران، در جشن نوروز ترکمنستان شرکت کرد.
از آثار محمدرضا اسحاقی گرجی، آلبوم محلی مازندرانی آرش کمانگیر و آلبوم شبی به نغمه و نوا که در زمستان سال ۱۳۹۲ توسط شرکت فرهنگی هنری مهرآوا منتشر شده‌است.
محمدرضا اسحاقی گرجی راهنمای بخش موسیقی مازندرانی در آلبوم سرنای نوروز ۹۲ گروه موسیقی نواحی رستاک با اعضای این گروه همکاری داشت.
از جدیدترین فعالیت‌های او می‌توان به حضور به عنوان نوازنده و خواننده موسیقی متن در سریال پایتخت به همراهی گروه موسیقی محلی مازندرانی «تبری» اشاره کرد.
محمدرضا اسحاقی در حال حاضر به دنبال تکمیل پروژه ساخت فرهنگسرای شرق مازندران در حیاط منزل خود برای دوستداران موسیقی و فرهنگ مازندران است.

## مستند سال‌های عاشقی
در سال ۱۳۹۱، مستندی به نام «سال‌های عاشقی» به تهیه‌کنندگی مهدی رسولپور و از سیمای مرکز مازندران پخش شد. مستند سال‌های عاشقی بخشی از زندگی استاد اسحاقی را به عنوان آخرین بازمانده خنیاگران (راویان داستان‌ها و افسانه‌های منظوم) در روستای گرجی محله، محل زندگی او به تصویر می‌کشد. این مستند نگاهی دارد به صبغه هنری، فعالیت‌ها، پژوهش‌ها و آثار این هنرمند تعزیه خوانی، سحرخوانی و اجرای موسیقی مقامی همچون هرایی و حقانی.
همچنین بازخوانی منظومه‌های امام حسین و امام رضا از دیگر مواردی است که در فیلم به آن اشاره می‌شود.